# Берёзовая Роща (Челябинская область)
Берёзовая Ро́ща — посёлок в Нагайбакском районе Челябинской области России. Входит в Нагайбакского сельского поселения.

## География
Посёлок находится на расстоянии 21 км (по прямой) к северо-западу от села Фершампенуаз, административного центра района.

### Часовой пояс
Посёлок Берёзовая Роща, как и вся Челябинская область, находится в часовой зоне МСК+2. Смещение применяемого времени относительно UTC составляет +5:00.

## История
Населённый пункт возник в 1963 году как посёлок 5-го отделения совхоза «Нагайбакский».

## Население
| 2002 | 2010 |
| ---- | ---- |
| 273  | ↘206 |

### Половой состав
По данным Всероссийской переписи, в 2010 году численность населения посёлка составляла 206 человек (99 мужчин и 107 женщин).

## Улицы
- ул. Берёзовая,
- пер. Берёзовый,
- ул. Новая,
- пер. Половинный,
- ул. Производственная[5].